# Pachyrhachis problematicus
Il pachirachide (Pachyrhachis problematicus) è un primitivo serpente estinto, vissuto all'inizio del Cretaceo superiore (Cenomaniano, circa 100 milioni di anni fa). I suoi resti sono stati ritrovati in Palestina.

## Descrizione
Grazie ai resti fossili di un esemplare quasi completo lungo circa un metro e mezzo, questo animale è conosciuto in modo abbastanza dettagliato. Il cranio, pur con caratteristiche da serpente, era molto simile a quello dei varanoidi primitivi che ebbero una grande diffusione a partire dal Cretaceo inferiore; la bocca era particolarmente ampia. Le vertebre erano molto spesse (condizione di pachiostosi), così come le costole. Un altro esemplare, originariamente denominato Ophiomorphus, conserva i resti di due piccole zampe posteriori; evidentemente nel pachirachide non erano ancora scomparse le zampe, pur ridottissime.

## Classificazione
Secondo alcuni studiosi (Haas, 1979) questo animale non sarebbe un vero serpente, ma un varanoide acquatico, forse antenato dei veri serpenti. Questa ipotesi si basa sulle caratteristiche di primitività presenti nel cranio. La maggior parte degli studiosi, in ogni caso, ritiene che il pachirachide fosse un vero e proprio serpente nonostante le caratteristiche antiquate. Le sue parentele vanno ricercate all'interno della famiglia dei simoliofiidi, un gruppo di serpenti cretacei dalle abitudini semiacquatiche (come Simoliophis). Altre somiglianze sono state riscontrate con Eupodophis, un altro serpente cretaceo dotato di zampe, e con Pachyophis, una piccola forma dalle costole ispessite.